# Boerderijcamping

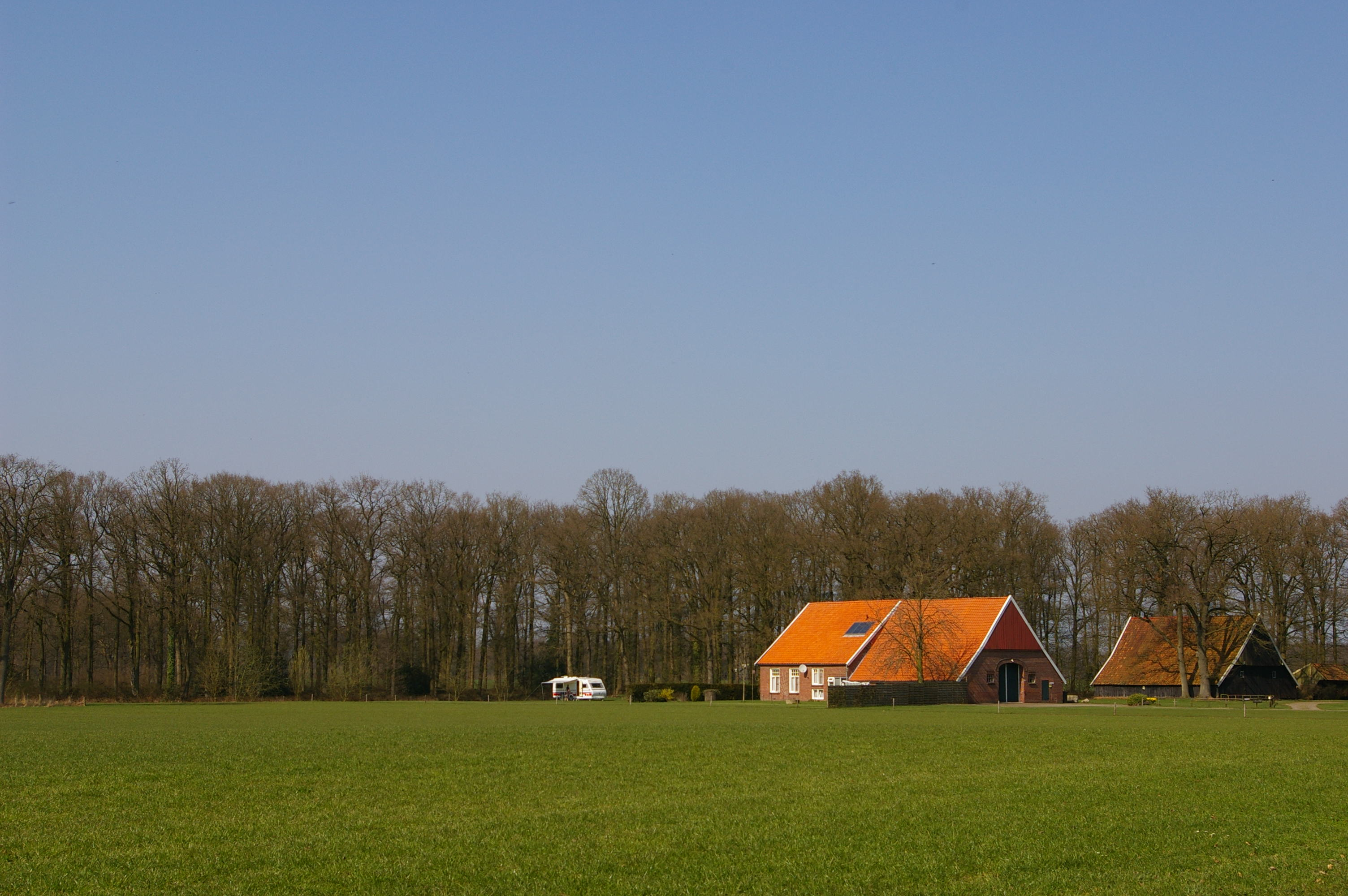
Boerderijcamping bij Meddo in de Achterhoek

Een boerderijcamping is een camping gelegen bij een boerderij.
De boer richt daartoe een stuk van z'n land of erf in als camping. Er zijn relatief weinig faciliteiten. Soms is er de mogelijkheid om het boerenbedrijf van zeer dichtbij mee te maken. Zo is het op sommige boerderijcampings mogelijk aanwezig te zijn bij het melken, het sorteren van aardappelen of het oogsten van groenten of fruit.
Het ontbreken van faciliteiten die op grotere campings wel aanwezig zijn, maakt dat het verblijf op een boerderijcamping doorgaans goedkoper is.
Tot 2008 was voor het exploiteren van een boerderijcamping in Nederland op grond van de Wet op de openluchtrecreatie (WOR) een ontheffing van de gemeente vereist. Afschaffing van deze wet heeft het voor gemeenten mogelijk gemaakt om toestemming hiervoor te regelen in hun bestemmingsplan.